# یقه‌گیس (رود)
یقه‌گیس (به ارمنی: Եղեգիս) رودی است در کشور ارمنستان که در استان وایوتس‌جور جریان دارد  به رود آرپا می‌ریزد. طول آن ۴۷ کیلومتر (۲۹ مایل) و مساحت حوضه آبخیز (دبی) آن کیلومتر مربع می‌باشد.

## نگارخانه

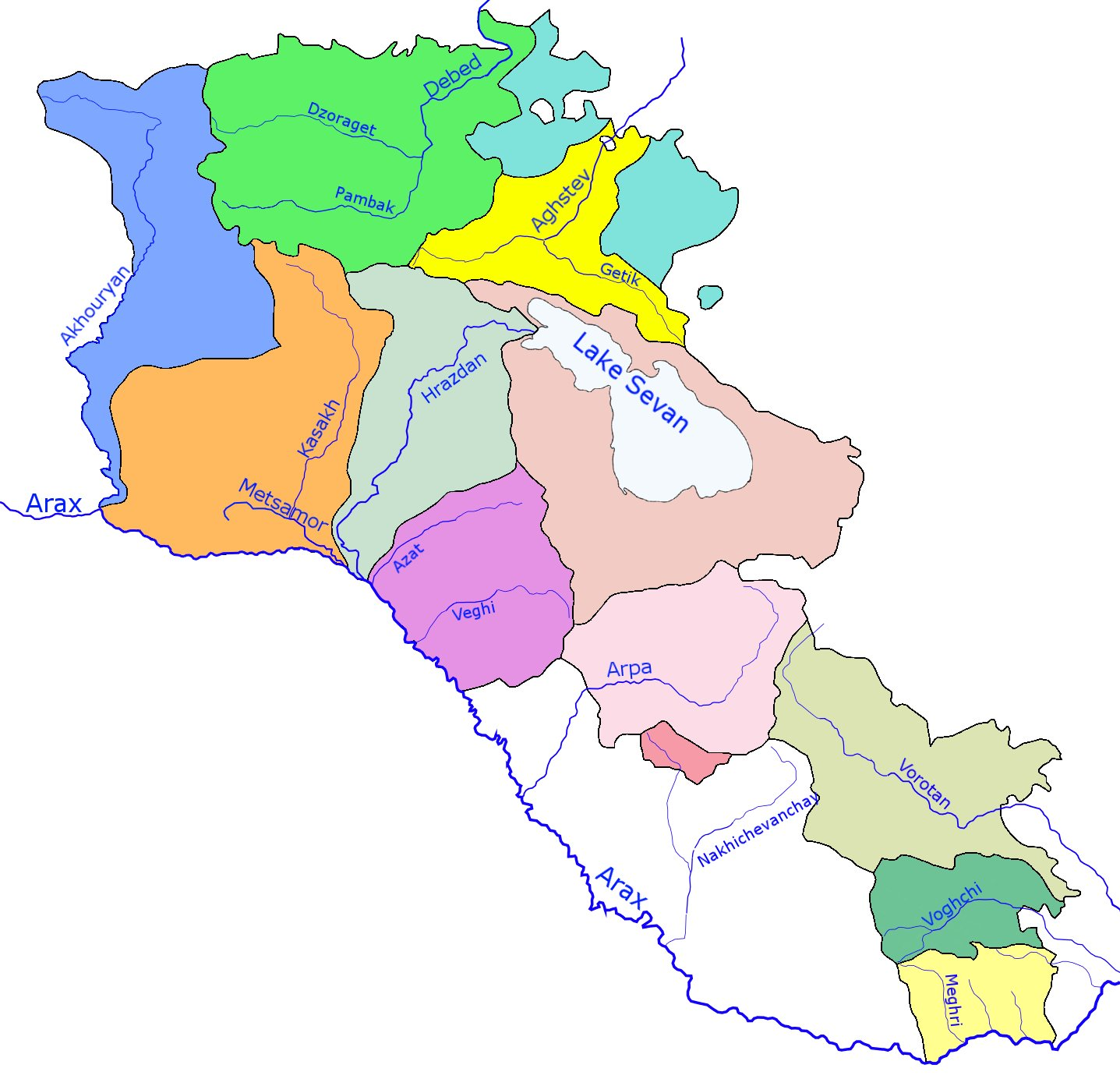